# Велчо Ночев
Велчо Петров Ночев е български националреволюционер.

## Биография
Велчо Ночев е роден през 1835 г. в махала Данковци (дн. с. Велчево, Троянско). След смъртта на баща си, когато е на 15 години се препитава като овчар. Отличава се с буен и непокорен характер. Убива османски чиновник, който се проявява със злоупотреби при събирането на данъците. Заминава за Добруджа, където работи като наемен овчар.
След завръщане в родния край се включва в организираната националноосвободителна борба. Участва в работата на Новоселския частен революционен комитет на ВРО.
По време на Априлското въстание (1876) в района на село Ново село е избран за подвойвода и стотник. Участва в създаването на Новоселската република. Притежава съвременно за времето си оръжие и се отличава с точното си стрелба. Проявява се с грамотно командване в боевете при „Дебневския боаз“ и връх „Марагидик“.
След погрома на въстанието се укрива и при предателство е заловен. Осъден е от Търновския военнополеви съд на смърт чрез обесване. Присъдата е изпълнена на 2 юли 1876 г. в град Севлиево. Обесен е заедно с Ради Попмихов, Павли Венков, Никола Дабев, Христо Филев и Иван Преснаков.
След Освобождението от османско владичество на неговото име е наименувано новосъздаденото село Велчево, Троянска община. Тук е издигнат негов паметник през 1969 г.